# St. Mauritius (Münchham)

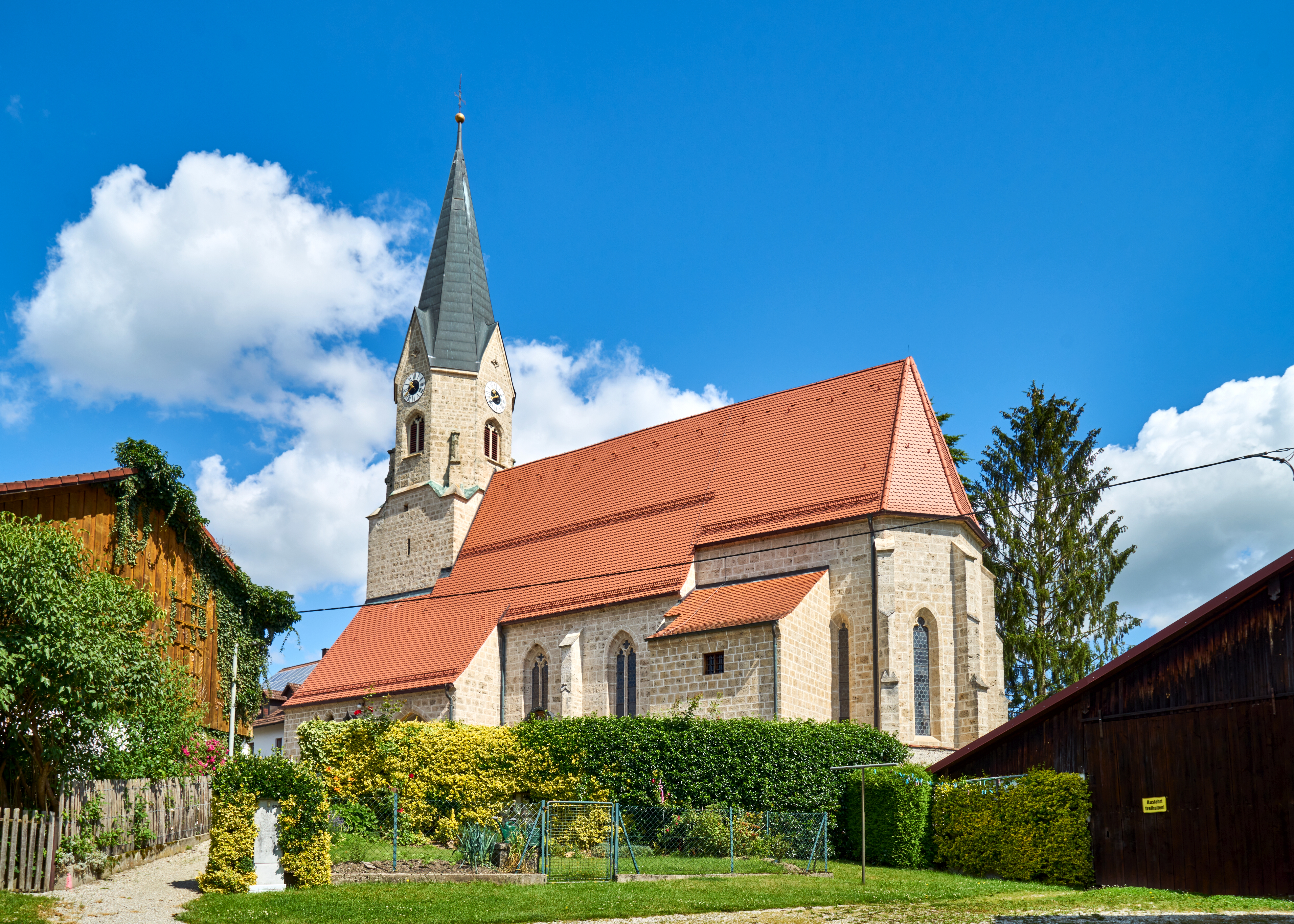
Pfarrkirche Münchham

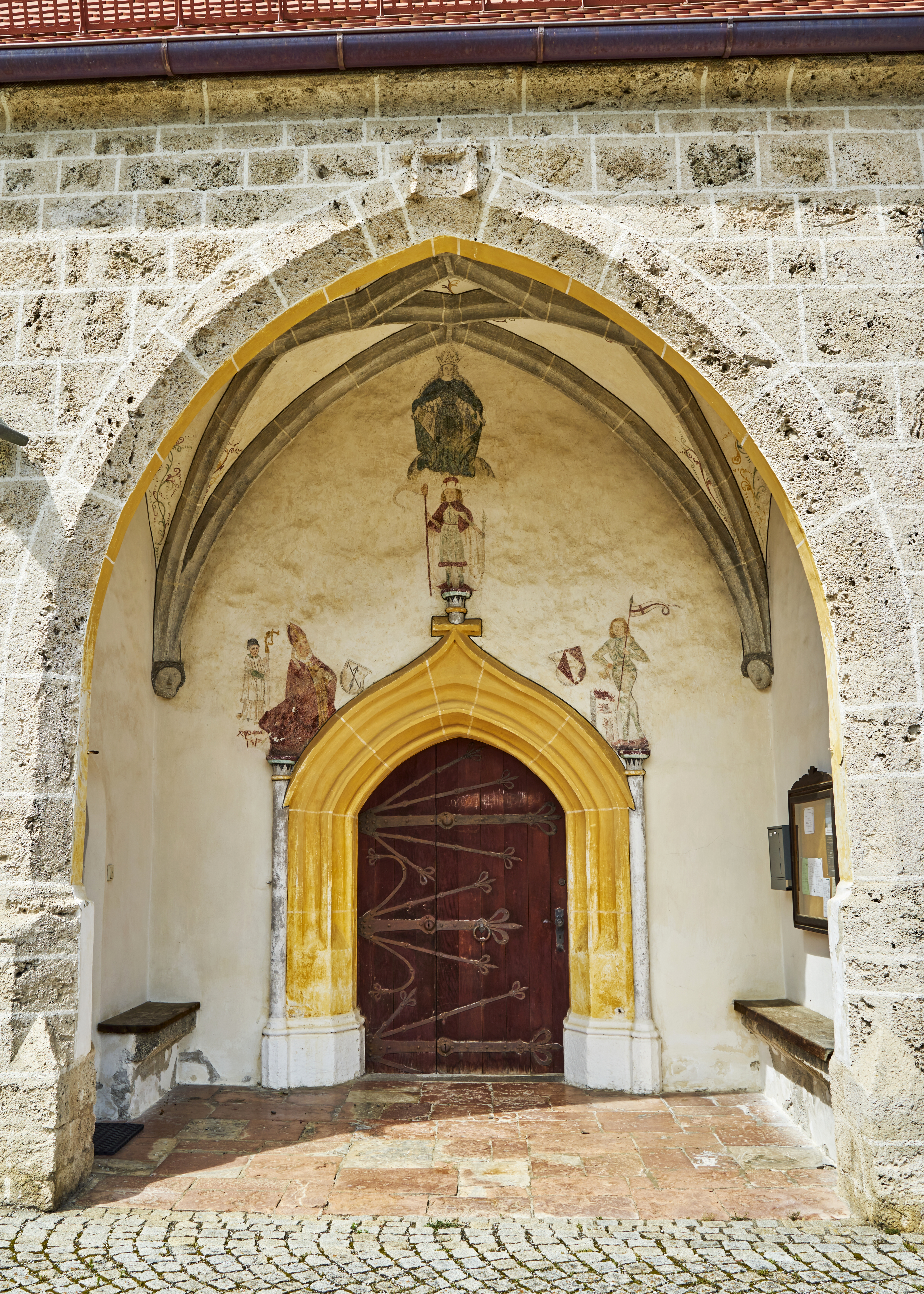
Portal und Vorhalle

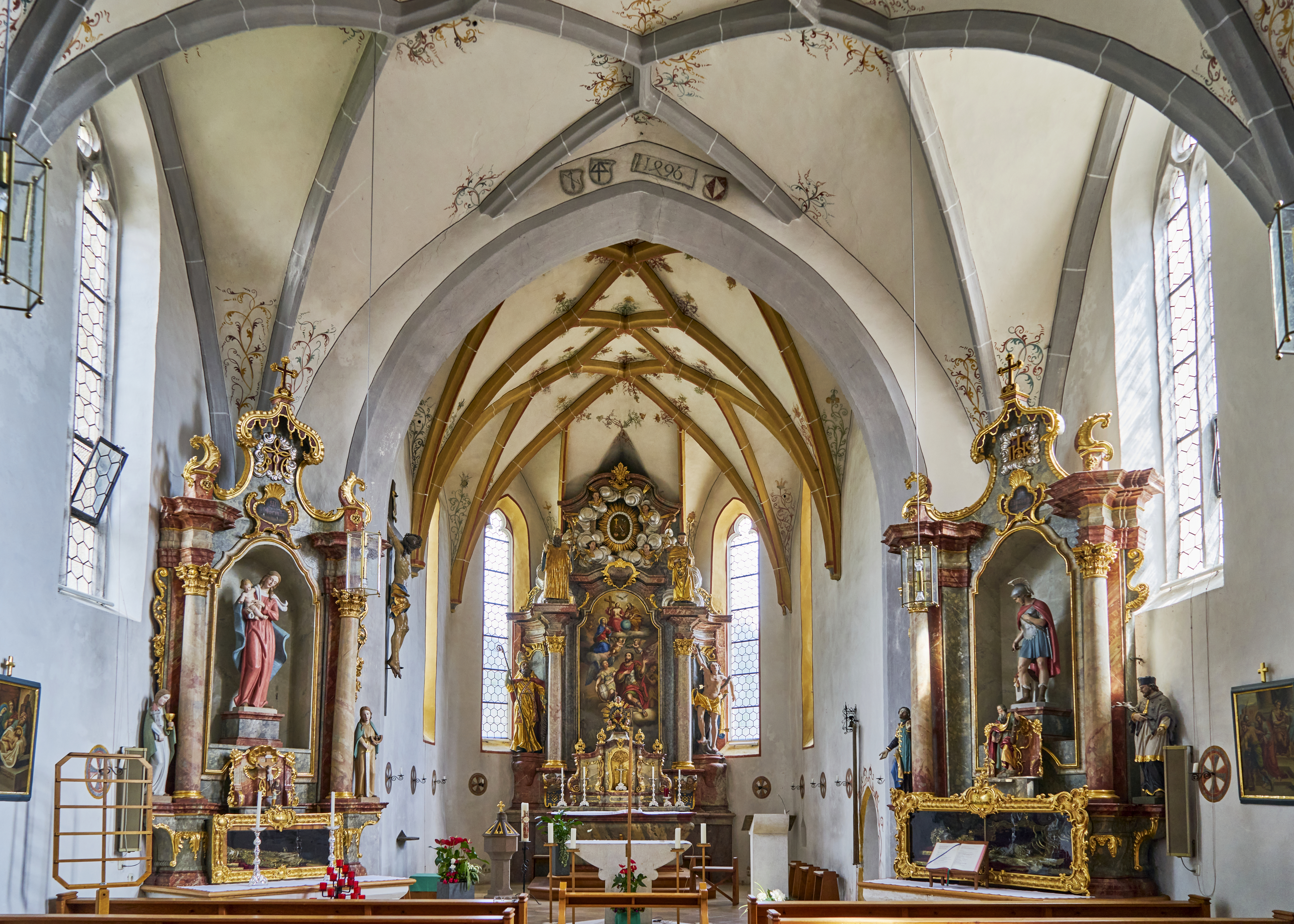
Blick zum Chor

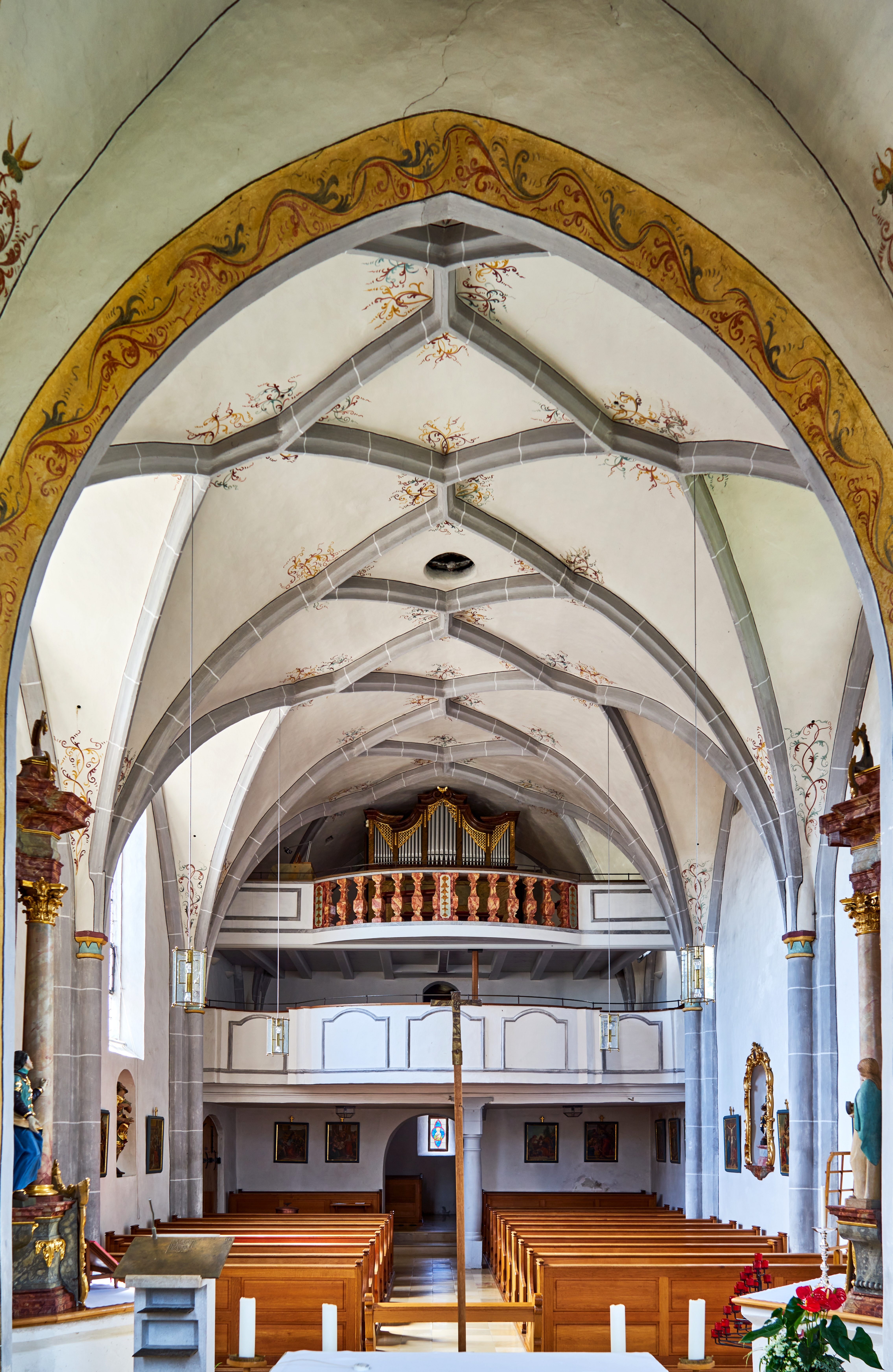
Blick zur Empore

Die römisch-katholische Pfarrkirche St. Mauritius (nach dem Dehio-Handbuch auch: St. Laurentius) ist eine spätgotische Saalkirche im Ortsteil Münchham von Ering im niederbayerischen Landkreis Rottal-Inn. Sie gehört zum Pfarrverband Ering im Dekanat Simbach des Bistums Passau.

## Geschichte und Architektur
Die Pfarrei wurde 1383 dem Kloster Asbach inkorporiert. Nach dessen Auflösung bei der Säkularisation ist Münchham seit 1806 eine selbständige Pfarrei.
Die spätgotische Kirche wurde im letzten Jahrzehnt des 15. Jahrhunderts erbaut, wobei ein älterer Turmunterbau mit verwendet wurde. Eine im Denkmalinventar erwähnte Jahreszahl 1491 an der Ostaußenseite des Turms ist nicht mehr zu erkennen. An der Westseite des Chorbogens findet sich die Jahreszahl 1496, die bei einer Restaurierung nachgemalt wurde.
Das Bauwerk wurde dem Burghauser Werkmeister Hans Wechselberger zugeschrieben, allerdings wird diese Zuschreibung mit Hinblick auf die altertümliche Raumproportion, die nicht vorhandene Vereinheitlichung von Langhaus und Chor sowie die Gewölbezeichnung relativiert. Im Innern fällt eine gewisse Vergröberung der Detailformen auf. Für die Zuschreibung an Wechselberger sprechen Einzelmotive des Äußeren wie die Strebepfeilerausbildung, das Südportal und die Vorhalle, allerdings weisen die späte Entstehungszeit und die allgemeine Verbreitung dieser Formen auf den Entwurf eines Braunauer Meisters hin.

## Äußeres
Die Kirche ist ein mittelgroßer einschiffiger Tuffsteinquaderbau mit eingezogenem Chor und einem westlich vorgesetzten Turm. Das Bauwerk wird durch abgesetzte Strebepfeiler gegliedert, um die das Sockelgesims herum gekröpft ist. Die Mittelstücke der Strebepfeiler sind übereck gestellt; am Langhaus tragen die Strebepfeiler knospenartige Aufsätze. Die Fenster sind bis auf die an der Langhaussüdseite überwiegend neugotisch verändert. Der gedrungene Turm zeigt eine ungewöhnliche Überleitung des älteren quadratischen Unterbaus zum kompakten achteckigen Aufsatz mittels Walmgiebeln und kurzen vermittelnden Eckstreben. Den Abschluss bildet ein Spitzhelm.
Südlich am westlichen Joch des Langhauses ist eine gewölbte Portalvorhalle angebaut. Über dem Arkadenbogen ist ein Steinmetzzeichen angebracht, das mit demjenigen von Hans Wechselberger verglichen wurde, jedoch einen anderen Aufbau zeigt. Ähnlich ist auch das Zeichen an der Westseite des Chorbogens. Das Gewände des inneren Portals ist profiliert und mit flankierenden Halbsäulchen und Konsolen versehen, die ursprünglich vermutlich für Skulpturen vorgesehen waren. Heute sind dort retuschierte gemalte Figuren zu finden.

## Inneres
Das dreijochige Langhaus zeigt flache Schildbogenstellungen mit Fasen, die mit stämmigen dreiviertelrunden Diensten und profilierten polygonalen Kapitellen versehen sind. Der eingezogene, zweijochige Chor ist etwas höher als das Schiff und endet in einem Dreiachtelschluss.
Im Chor fangen Wandkonsolen die Gewölberippen auf. Die Gewölberippenfigurationen sind abweichend von denen des Schiffes gestaltet. Im Chor sind durchlaufende Scheitelrauten mit den Stichkappenrippen über kurze Zwischenrippen verbunden. Im Langhaus sind die quergerichteten Scheitelrauten über kurze Zwischenstücke verbunden und bewirken so eine abweichende, gedehnte Gewolbefiguration.
Zur Ausstattung gehören ein Hochaltar aus der Zeit um 1725/1730 und zwei Seitenaltäre aus der Mitte des 18. Jahrhunderts. Die Kanzel gehört dem Manierismus des frühen 17. Jahrhunderts an. Eine Figurengruppe Anna selbdritt und Fresken sind ebenfalls erhalten. Die Eingangstür zeigt spätgotische Eisenbeschläge. Die Orgel ist ein Werk von Willibald Siemann aus dem Jahr 1925 mit acht Registern auf zwei Manualen und Pedal.